# Culex aurantapex
Culex aurantapex är en tvåvingeart som beskrevs av Edwards 1914. Culex aurantapex ingår i släktet Culex och familjen stickmyggor. Inga underarter finns listade i Catalogue of Life.